# Gilbert Vadillo
Pas d'image ? Cliquez ici

a Compétitions nationales et continentales officielles uniquement.

Gilbert Vadillo, né le 24 août 1950 à Saint-Gaudens (Haute-Garonne), est un joueur français de rugby à XIII dans les années 1970 à 1980. Il occupe au cours de sa carrière le poste d'arrière.
Enfant de Saint-Gaudens, il pratique le rugby à XIII au sein du club du R.C. Saint-Gaudens remportant au cours de sa carrière le Championnat de France en 1974 après avoir remporté la Coupe de France en 1973, avec ses coéquipiers Roger Biffi, Serge Marsolan, Michel Molinier, René Zaccariotto et Victor Serrano.

## Palmarès
- Collectif :
  - Vainqueur du Championnat de France : 1974 (Saint-Gaudens).
  - Vainqueur de la Coupe de France : 1973 (Saint-Gaudens).